# Helcyra borneensis
Helcyra borneensis är en fjärilsart som beskrevs av Hall 1930. Helcyra borneensis ingår i släktet Helcyra och familjen praktfjärilar. Inga underarter finns listade i Catalogue of Life.